# Krzysztof Kciuk
Krzysztof Kciuk (* 11. Juni 1980 in Katowice) ist ein polnischer Dartspieler.

## Karriere
Das erste größere Dartsturnier, an dem Kciuk teilnahm, war die polnische Ausgabe der Bulls Super League im Jahre 2009, bei welcher er auf Anhieb das Halbfinale erreichte. Durch den Turniergewinn des PDC World Poland Qualifying Event im November 2009 qualifizierte er sich als erster Pole für eine Darts-Weltmeisterschaft der PDC. Bei dieser scheiterte er 2010 in der Vorrunde mit 1:4 Legs an Haruki Muramatsu. Zusammen mit seinem Landsmann Krzysztof Ratajski nahm er an der ersten Ausgabe des World Cup of Darts 2010 teil, wo die Polen den neuseeländischen Dartspielern mit 2:6 Legs unterlagen. Neben diesen PDC-Turnieren begann Kciuk ab 2010 damit, auch an Turnieren des konkurrierenden Verbandes BDO teilzunehmen. 2013 nahm Kciuk neuerlich mit Ratajski an der Darts-Nationen-WM teil, wo die Polen über die Gruppenphase hinauskamen und im Achtelfinale an Deutschland scheiterten. An Qualifikationsturnieren der PDC für Events wie die International Darts Open oder die European Darts Trophy nahm Kciuk in den Jahren 2016 und 2017 vergeblich teil. Bei den Polish Open der BDO konnte sich Kciuk hingegen 2017 ein zweites Mal nach 2012 bis ins Viertelfinale behaupten. Im gleichen Jahr nahm Kciuk das erste Mal am World Masters der BDO teil, welches für ihn in der Runde der letzten 80 endete. Eine Teilnahme an der PDC World Darts Championship 2018 verpasste Kciuk nur knapp, da er im Finale des East European Qualifiers Alan Ljubic unterlag.
Bei den Qualifikationsturnieren zur PDC European Tour erreichte der Pole Anfang des Jahres 2018 mehrmals die letzte Runde, was jedoch nicht für eine Tour Card genügte. Der weitere Verlauf des Jahres gestaltete sich für Kciuk erfolgreicher; so schaffte er es bei den World Masters bis ins Hauptfeld, wo er in der Runde der letzten 32 am Briten Dave Parletti scheiterte. Im Oktober konnte Kciuk weiter eines der vier Qualifikationsturniere im Vorfeld der BDO World Darts Championship 2019 gewinnen, sodass er an der Vorrunde des Turniers teilnahm. Er erreichte das Achtelfinale, in welchem er sich Scott Mitchell mit 0:4 geschlagen geben musste.
2020 gelang es ihm, sich bei der European Q-School eine Tour Card für die kommenden zwei Jahre zu erspielen; diese konnte er jedoch nicht halten, so dass er 2022 erneut – diesmal in der neu geschaffenen Final Stage – bei der Q-School teilnehmen wird. Dort konnte er am vierten Tag das letzte Turnier in Niedernhausen darf somit wieder für zwei Jahre auf der Tour spielen.
Zu diesem Zeitpunkt war er bereits für das erste Turnier der European Darts Tour 2022, die International Darts Open qualifiziert. Hierbeit gewann er zunächst gegen Rob Cross, bevor er in der zweiten Runde Jonny Clayton unterlag. Bei den UK Open 2022 durfte er aus diesem Grund aber bereits in der zweiten Runde starten. Zunächst gewann er dabei mit 6:1 gegen Brett Claydon, bevor er auch Ross Smith mit 6:4 schlagen konnte. Erst in der vierten Runde wurde er von Ron Meulenkamp – wenn auch mit 9:10 sehr knapp – gestoppt.
Auch bei den European Darts Open stand Kciuk in Runde zwei. Bei den Players Championships 2022 konnte Kciuk keine Erfolge erzielen und da er von August bis zum Jahresende keine weiteren Turniere spielte, qualifizierte er sich auch für kein weiteres Major. Bei den UK Open 2023 war Kciuk dann wieder dabei. Er startete in der zweiten Runde gegen Landsmann Radek Szagański und unterlag mit 3:6. Auf der Pro Tour gelang ihm daraufhin bei den Players Championships 2023 ein Achtelfinale bei Turnier Nummer 8.
Mitte Juni ging er außerdem an der Seite von Krzysztof Ratajski beim World Cup of Darts 2023 für Polen an den Start. Die beiden waren an Position elf gesetzt und gewannen ihr erstes Spiel gegen José de Sousa und Luis Ameixa mit 4:3. In ihrem zweiten Gruppenspiel gegen Litauen stellten sie mit einem Average von 118,10 Punkten einen neuen Doppel-Weltrekord auf. Gegen Darius Labanauskas und Mindaugas Baršauskas gewannen sie mit 4:1 und zogen somit ins Achtelfinale ein, in welchem sie gegen Gabriel Clemens und Martin Schindler aus Deutschland mit 6:8 verloren.
Auch bei den Poland Darts Masters 2023 wurde Kciuk eingeladen. Er traf in Runde ein auf Weltmeister Michael Smith und blieb mit 1:6 chancenlos. Der Rest des Jahres schien daraufhin weitgehend erfolglos zu bleiben. Auf der Pro Tour gewann er maximal noch ein Spiel pro Turnier. Zur WM kam er schließlich über den East Europe Qualifier, bei dem er im Finale Sebastian Białecki besiegte. Bei der PDC World Darts Championship 2024 traf er in Runde eins auf Connor Scutt und verlor mit 0:3. Somit beendet Kciuk das Jahr auf Rang 86 in der PDC Order of Merit und muss somit seine Tour Card wieder abgeben.
Bei der Q-School 2024 ging Kciuk daraufhin in der Final Stage an den Start. Am zweiten Tag schaffte er es dabei ins Achtelfinale und erspielte somit zwei Punkte für die Rangliste. Bei diesen blieb es allerdings auch und Kciuk erspielte sich die Tour Card nicht zurück. Als Eastern Europe Qualifier war Kciuk bei der German Darts Championship dabei, unterlag jedoch in seinem ersten Spiel Robert Owen mit 3:6.
Mitte Oktober war Kciuk beim World Masters 2024 startberechtigt. Mit vier Siegen überstand er dabei ohne Ausrutscher die Gruppenphase und zog in die K.-o.-Runde ein. Mit 2:5 unterlag er hier allerdings dem späteren Finalisten Kai Gotthardt. Besser verlief es für ihn bei den am gleichen Tag ausgetragenen World Open. Nach sechs Siegen – unter anderem gegen Hannes Schnier – schied er hier erst im Halbfinale gegen Reece Colley aus.
Bei der Q-School 2025 erreichte Kciuk die Final Stage, in der er am ersten Tag das Viertelfinale erreichte, sonst jedoch kein Spiel mehr gewann und somit auch die Tour Card nicht zurückholte.

## Weltmeisterschaftsresultate

### PDC
- 2010: Vorrunde (1:4-Niederlage gegen  Haruki Muramatsu)
- 2024: 1. Runde (0:3-Niederlage gegen  Connor Scutt)

### BDO
- 2019: Achtelfinale (0:4-Niederlage gegen  Scott Mitchell)

## Privates
Kciuk ist verheiratet und arbeitet als Webdesigner. Sein Spitzname „The Thumb“ ist die englische Übersetzung seines Nachnamens.